# Revente de billets

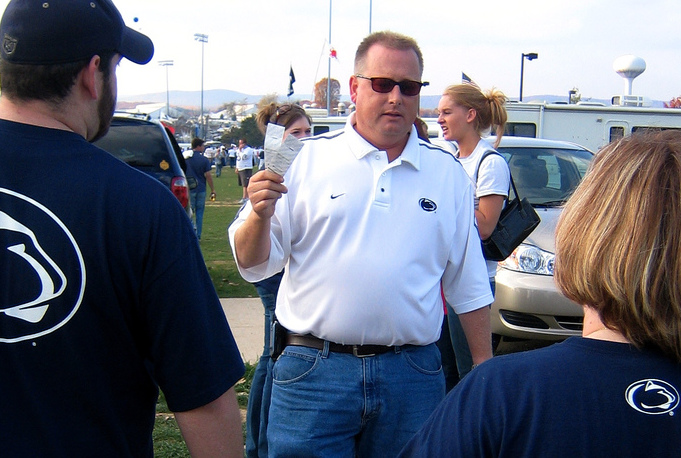
Le lieu et le jour même de l'événement permettent de revendre des billets plus rapidement et à prix plus élevé.

La revente de billets (en anglais, ticket scalping ou ticket touting) est l'acte de revendre des billets d'entrée à des événements. Les billets sont achetés auprès de vendeurs agréés et sont ensuite vendus à un prix déterminé par la personne ou l'entreprise en possession des billets. Les billets vendus par des sources secondaires peuvent être vendus à un prix inférieur ou supérieur à leur valeur nominale en fonction de la demande, qui a tendance à varier à l'approche de la date de l'événement. Lorsque l'offre de billets pour un événement donné disponible par l'intermédiaire des vendeurs de billets autorisés est épuisée, l'événement est considéré comme épuisé, ce qui augmente généralement la valeur marchande de tous les billets proposés par les vendeurs secondaires. La revente de billets est courante dans les manifestations sportives et musicales.
La revente de billets est une forme d'arbitrage qui se produit lorsque la demande de billets dépasse le nombre de billets disponibles (c'est-à-dire lorsque les organisateurs d'événements facturent des prix inférieurs aux prix d'équilibre des billets).
Au cours du XIXe siècle, le terme scalper était appliqué aux courtiers en billets de chemin de fer qui vendaient des billets à des prix inférieurs.

## Méthodes d'achat et de revente
Les revendeurs de billets utilisent plusieurs moyens pour s'assurer des stocks de billets de première qualité ou épuisés au guichet officiel pour des événements tels que des concerts ou des manifestations sportives. Les revendeurs peuvent opérer au sein de réseaux de contacts, y compris des détenteurs d'abonnements, des revendeurs de billets individuels et des courtiers de billets. Ils s'efforcent de trouver des clients difficiles à trouver et des billets précédemment épuisés qui ne sont plus disponibles au guichet officiel.
Les revendeurs de billets travaillent à l'entrée des événements, se présentant souvent avec des billets invendus dans les bureaux de courtiers en consignation ou se présentant sans billets et achetant des billets aux fans à la valeur nominale ou en dessous sur une base spéculative dans l'espoir de les revendre à profit. Il existe de nombreux revendeurs à plein temps qui sont des habitués de certains lieux et qui peuvent même avoir un groupe d'acheteurs fidèles.
La revente est souvent source de problèmes à cause d'escrocs qui vendent de faux billets à des acheteurs sans méfiance. Une autre pratique courante consiste à vendre des billets qui ont déjà été scannés à la porte du lieu de spectacle. L'entrée sera alors refusée à l'acheteur puisque l'entrée n'est généralement autorisée que lorsqu'un billet est scanné pour la première fois. Comme les billets sont authentiques, les acheteurs n'ont aucun moyen de savoir si un billet a été utilisé ou non.
Lorsque l'on achète des billets dans la rue auprès d'un revendeur ou par le biais d'une vente aux enchères en ligne, il est possible que les billets vendus soient eux-mêmes volés ou contrefaits. Pour de nombreuses grandes manifestations sportives, les billets contrefaits sont vendus aux enchères dans les mois qui précèdent l'événement. Les criminels pratiquant ces activités ne doivent pas être confondus avec les courtiers en billets légitimes et les personnes qui respectent la loi pour revendre légalement des billets sur le marché secondaire.